# María Francisca de Sales Portocarrero (VI condesa de Montijo)
María Francisca de Sales Portocarrero de Guzmán y Zúñiga (Madrid, 10 de junio de 1754 – Logroño, 15 de abril de 1808), VI condesa de Montijo y grande de España, fue una salonnière y figura clave de la Ilustración en España.

## Primeros años
Nacida en Madrid el 10 de junio de 1754, fue hija única de Cristóbal Pedro Portocarrero Osorio y Guzmán (1728-1757), III  marqués de Valderrábano, primogénito de la casa de Montijo (que no llegó a poseer porque premurió a su padre), y de María Josefa López de Zúñiga y Girón, su mujer, XVI vizcondesa de la Valduerna, dama de la  reina María Amalia, hija a su vez de los condes de Miranda, duques de Peñaranda de Duero.
Era muy niña en 1757, cuando murió su padre. A raíz de ello, su madre se retiró a un convento, y ella —con cuatro años de edad— fue admitida en el de las Salesas Reales de Madrid, pensionado femenino fundado por la reina Bárbara de Braganza, donde las niñas de la nobleza recibían una educación esmerada. Tenía nueve años cuando murió su abuelo paterno, a quien sucedió en sus numerosos títulos nobiliarios y estados: entre ellos el de condesa de Montijo, por el que desde entonces fue conocida.

## Matrimonios
Salió del colegio con catorce años, tras haberse concertado su matrimonio con Felipe de Palafox y Croy (1739-1790): un militar quince años mayor que ella, hijo segundo de los marqueses de Ariza. Tuvieron ocho hijos, de los que sobrevivieron seis: dos varones y cuatro mujeres, que se expondrán más abajo.
Francisca quedó viuda en 1790, y cinco años después se volvió a casar con Estanislao de Lugo y Molina (1753-1833), hombre de rango social inferior al suyo pero con quien compartía una profunda amistad y muchas afinidades. Fue un matrimonio secreto pero con licencia real, necesaria por pertenecer ella a la grandeza de España.

## Difusora de ideas
Desde muy joven, la condesa de Montijo manifestó una gran inquietud intelectual, se impregnó de ideas ilustradas y sintió el impulso de difundirlas en la sociedad haciendo de salonnière. El medio que para ello se le ofrecía expedito era el de las relaciones sociales, pero a lo largo de su vida buscó siempre una mayor proyección pública.
Su conocimiento del francés le dio acceso a una amplia literatura y le facilitó el trato con personas de otros países, sobre todo de Francia. Podían ser huidos de la Revolución, viajeros de paso o amigos que la visitaban. Su afán de fomentar el progreso en todos los órdenes de la sociedad, la llevaba a interesarse por cuantos compartían este ideal, así fueran intelectuales, artistas, técnicos... También le permitió mantener una importante correspondencia con escritores de toda Europa.
Una de las iniciativas a las que brindó su protección fue el periódico El Censor.

## Traductora
Con solo veinte años, tradujo del francés las Instrucciones christianas sobre el sacramento del matrimonio y sobre las ceremonias con que la Iglesia lo administra (1774): extracto parcial de una extensa obra del sacerdote Nicolas Letourneux, prior de Villers, que versaba sobre los siete sacramentos. Francisca hizo la traducción por encargo del obispo de Barcelona, José Climent, para remediar una necesidad de catequesis que este había detectado en su diócesis. Pero el autor fue después sospechado de jansenismo, y esto acarrearía graves problemas a la traductora.

## Un salón «jansenista»

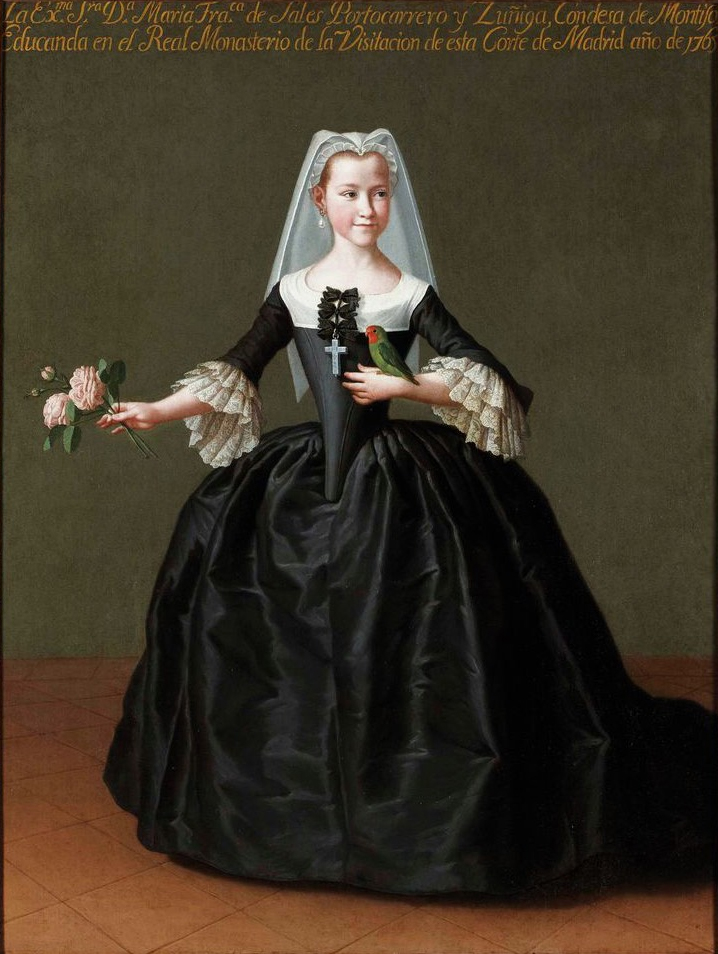
Retrato de María Francisca de Sales Portocarrero (1765), atribuido a Andrés de la Calleja. Colección Duques de Alba (Madrid).

Como su amiga la marquesa de Fuerte Híjar, Francisca mantuvo en su casa un salón literario al que concurrían numerosos ilustrados. Estos salones —donde se compaginaban recreo y reflexión— abrían a las mujeres un espacio que, aunque privado, tenía proyección pública. Fueron famosos el de la duquesa de Alba, el de la condesa-duquesa de Benavente y el de la condesa de Lemos (después marquesa de Sarria), llamado la Academia del Buen Gusto.
El de la condesa de Montijo se reunía en su palacio de la calle Duque de Alba, de Madrid, y lo frecuentaban académicos, eclesiásticos, religiosos, altos funcionarios, artistas y aristócratas. El ambiente era amistoso, casi familiar: los asistentes reían, recitaban, charlaban o redactaban el correo particular, pero no era un salón frívolo. Los asuntos preferidos de conversación eran la filosofía, la moral, la religión y la política.
La sospecha de jansenismo que se cernió sobre sus contertulios más asiduos fue injusta. En general, abogaban por una religión más pura, predicada por sacerdotes cultos y libre de superstición, sentimentalismo y milagrerías. Daban a conocer obras de esta tendencia, sobre todo italianas y francesas, y despreciaban la autoridad del Santo Oficio, considerando que solo los obispos estaban legitimados para velar por la fe católica. Muchos de ellos serían acusados de jansenismo durante la verdadera persecución —más política que religiosa y más jesuítica que inquisitorial— que desató Godoy contra los partidarios de Urquijo a raíz de la caída de este ministro (1800).
La condesa de Montijo, acusada también de jansenismo, fue desterrada de la corte el 9 de septiembre de 1805, y en esta situación seguía tres años después, cuando falleció.

## La Junta de Damas
La condesa de Montijo participó en la creación de la Junta de Damas de Honor y Mérito, adscrita a la Sociedad Económica Matritense de Amigos del País. Fue elegida secretaria y permaneció en el cargo durante dieciocho años. Perteneció a la Comisión de Educación Moral, creada en 1794, y dirigió la Escuela Patriótica de San Andrés, que contaba con noventa y seis alumnas. También participó en la creación de una Asociación de Presas de la Galera, que facilitaba el aprendizaje de oficios a las reclusas de dicha cárcel, e intentaba aliviar sus pésimas condiciones de vida. Acometió también la reforma de la Inclusa de Madrid, tras ser nombrada curadora de expósitos: en solo un año, logró que la mortandad bajara de un 80 % al 46 %.
Las Escuelas Patrióticas, dedicadas a la instrucción de niñas pobres, fueron preconizadas por Campomanes en su Discurso sobre la educación popular de artesanos y su fomento. En Madrid impartían un programa de tres años, durante los cuales se mantenía y vestía a las alumnas mientras aprendían un oficio: sobre todo los relacionados con el tejido de telas corrientes.
Hubo un intento por parte del gobierno de Floridablanca de imponer a la mujer un traje nacional para controlar el gasto que suponía la moda femenina. Consultada la Junta de Damas, fue ella quien dio la respuesta demostrando lo absurdo de dicha propuesta. El conde de Floridablanca, secretario de estado, había recibido un texto titulado Discurso sobre el luxo y proyecto de un trage nacional, en él se responsabilizaba a las mujeres del declive y la ruina  de España por el incremento del gasto. Por ello, se proponía la creación de un traje nacional según la situación de cada persona. Él lo derivó a la Junta de Damas y fue la condesa quien dio la respuesta mostrando lo absurdo de ella. La solución era la educación.

## Su muerte
Falleció el 15 de abril de 1808 en Logroño, donde estaba desterrada de la corte, contagiada de unas fiebres que asolaron la ciudad.
En el palacio de Liria (Madrid) se conserva un retrato suyo, fechado en 1765 y atribuido al pintor Andrés de la Calleja Robredo.

## Títulos y distinciones
Poseyó por derecho propio los siguientes títulos nobiliarios: VI condesa de Montijo y IX de Baños, dos veces grande de España; XI marquesa de Villanueva del Fresno, X de la Algaba, VII de Valderrábano, V de Castañeda y VI de Osera; XVI condesa de Teba, V de Fuentidueña, X de Casarrubios del Monte y VI de Ablitas; XVII vizcondesa de los Palacios de la Valduerna y VII de la Calzada.{{harvnp|Soler Salcedo|2020|p=429}
Fue dama noble de la Orden de la Reina María Luisa desde el 6 de septiembre de 1795.

## Descendencia
De su primer matrimonio nacieron:
- Eugenio Eulalio Portocarrero (Madrid, 12 de febrero de 1773-18 de julio de 1834), VII conde de Montijo y demás títulos.[11] Sin descendencia.[12]
- María Ramona Palafox y Portocarrero (Madrid, 1 de septiembre de 1777-26 de enero de 1823), casada con José Antonio de la Cerda  Marín, VI conde de Parcent.[13][14]
- María Gabriela Palafox y Portocarrero (Madrid, 18 de febrero de 1779-21 de junio de 1823),[13] casada con su primo el IV marqués de Lazán.[15]
- María Tomasa Palafox y Portocarrero (Madrid, 7 de marzo de 1780-14 de octubre de 1835),[13] casada con el XII marqués de Villafranca.
- María Benita de los Dolores Palafox y Portocarrero (Madrid, 10 de marzo de 1782-19 de agosto de 1864), casada con el XVI marqués de Mondéjar.[13]
- Cipriano Portocarrero y Palafox (Madrid, 15 de septiembre de 1784-15 de marzo de 1839),[11] VIII conde de Montijo,[16] etc.